# Розсіяний Джованні
«Розсіяний Джованні» (рос. Рассеянный Джованни) — радянський мультиплікаційний фільм за казкою «Як гуляв один розсіяний» (італ. La passeggiata di un distratto) італійського дитячого письменника Джанні Родарі. Третій із чотирьох сюжетів мультиплікаційного альманаху «Весела карусель» № 1.
Надалі мультфільм увійшов до збірки «Джованні, Цибуліно та Золоте пір'їнка».

## Сюжет
Про лялькового хлопчика-італійця Джованні, який був дуже розсіяним і втрачав свої частини тіла. Спочатку він забув удома свій черевик, потім втратив ліве вухо, потім ногу і так доти, доки він не втратив усе. Мешканці міста приносили знайдені ними частини тіла мамі, і наприкінці вона зібрала Джованні заново.

## Творці
- Режисер — Анатолій Петров
- Художник — Валерій Угаров
- Композитор — Володимир Шаїнський
- Оператор — Михайло Друян
- Звукооператор — Володимир Кутузов

## Ролі озвучували
- Маргарита Корабельникова — Джованні / мама
- Петро Вишняков — оповідач / синьйор
- Лідія Корольова — синьйора
- Георгій Віцин — листоноша

## Створення мультфільму
Створюючи «Розсіяного Джованні», Анатолій Петров надихався вітражем Леже.
Чиновники з Держкіно чіплялися до стилістичного рішення мультфільму «Розсіяний Джованні», оскільки він був зроблений у модному тоді жанрі попарту.